# ミレナ・ゴヴィッチ
ミレナ・ゴヴィッチ（1976年10月29日 - ）は、アメリカの女優。

## 略歴
オクラホマ州ノーマン出身。セントラル・オクラホマ大学卒業。

## 主な出演作品
- ロー&オーダー Law & Order (NBC)